# Bontang
Bontang è una città indonesiana della provincia di Kalimantan Orientale nella grande isola del Borneo (Kalimantan in lingua locale). 
L'attività di liquefazione del gas naturale e le miniere di carbone costituiscono le voci più rilevanti dell'economia locale.

## Amministrazione
Bontang è una città con lo status pari a quello di una reggenza. È suddivisa in 3 kecamatan (distretti) e 15 kelurahan (villaggi):
- Bontang Barat (Bontang Ovest)
  - Belimbing
  - Kanaan
  - Telihan
- Bontang Selatan (Bontang Sud) 
  - Tanjung Laut
  - Tanjung Laut Indah
  - Berbas Tengah
  - Berbas Pantai
  - Bontang Lestari
  - Satimpo
- Bontang Utara (Bontang Nord)
  - Api-Api
  - Bontang Baru
  - Bontang Kuala
  - Guntung
  - Gunung Elai
  - Lok Tuan